# MTV Europe Music Awards 1996
Церемонія нагородження MTV Europe Music Awards 1996 відбулася в Палаці Александри в Лондоні, Велика Британія 14 листопада 1996 року. Ведучим події став Роббі Вільямс, колишній член гурту Take That.
Особливість шоу полягала в тому, що керівники MTV повідомляли групу Metallica про те, що під час виступу в прямому ефірі їм заборонено лаятися і заборонено використовувати піротехніку. Гурт це засмутило, через що вони скасували виконання запланованого синглу «King Nothing» і відіграв пісні «Last Caress» та «So What?». Такі пісні містять численну лайку, відсилання до зґвалтування, вбивства та зоофілії. Через це будь-які згадки про Metallica під час церемонії були видалені з повторних трансляцій церемонії.

## Номінації
Переможців виділено Жирним.

### Найкраща пісня
- Fugees — «Killing Me Softly»
- Garbage — «Stupid Girl[en]»
- Аланіс Моріссетт — «Ironic[en]»
- Oasis — «Wonderwall»
- Pulp — «Disco 2000[en]»

### Найкраща співачка
- Б'єрк
- Тоні Брекстон
- Нене Черрі
- Аланіс Моріссетт
- Джоан Осборн

### Найкращий співак
- Браян Адамс
- Beck
- Нік Кейв
- Джордж Майкл
- Ерос Рамаццотті

### Найкращий гурт
- Fugees
- Garbage
- Oasis
- Pulp
- The Smashing Pumpkins

### Найкращий новий виконавець
- The Cardigans
- Fugees
- Garbage
- Pulp
- Skunk Anansie

### Найкращий танцювальний проєкт
- Everything but the Girl[en]
- Los del Río[en]
- Роберт Майлз
- Марк Моррісон[en]
- The Prodigy

### Найкращий рок-виконавець
- Bon Jovi
- Die Toten Hosen
- Metallica
- Oasis
- The Smashing Pumpkins

### MTV Amour
- D'Angelo[en] — «Lady[en]»
- Fugees — «Killing Me Softly»
- Мадонна із Massive Attack — «I Want You[en]»
- Джордж Майкл — «Fastlove[en]»
- TLC[en] — «Diggin' on You[en]»

### Вибір MTV[en]
- Backstreet Boys — «Get Down (You're the One for Me)[en]»[1]
- Boyzone — «Words[en]»
- Jamiroquai — «Virtual Insanity[en]»[2]
- Oasis — «Don't Look Back in Anger»
- Spice Girls — «Wannabe[en]»

### Free Your Mind[en]
- The Buddies and Carers of Europe

## Виступи
- The Fugees — «Ready or Not[en]»
- Джордж Майкл — «Star People[en]»
- Boyzone (за участі Пітер Андре[en]) — «Motown Medley» («Dancing in the Street» / «Signed, Sealed, Delivered I'm Yours[en]» / «Never Can Say Goodbye[en]» / «Celebration[en]»)
- Ерос Рамаццотті — «Più Bella Cosa»
- The Smashing Pumpkins — «Bullet with Butterfly Wings[en]»
- Simply Red (за участі Refugee Camp) — «Angel[en]»
- Kula Shaker[en] — «Tattva[en]»
- Metallica — «Last Caress[en] / So What?» (спочатку мала бути «King Nothing»)
- Garbage — «Milk[en]»
- Браян Адамс — «The Only Thing That Looks Good on Me Is You[en]»

## Учасники шоу
- Джон Мейджор — оголосив, що Палац Александри буде перейменовано на «MTV Palace» на час церемонії, перш ніж представити ведучого Роббі Вільямса
- Джуліан Клері[en] — ведучий залаштунків, де він брав інтерв'ю у зірок
- Нене Черрі та Джей Кей[en] — оголошення переможця у номінації Найкращий гурт
- Адам Клейтон та Ларрі Маллен — оголошення переможця у номінації Найкращий проривний виконавець
- Жак Вільнев та Гелена Крістенсен — оголошення переможця у номінації Найкращий рок-виконавець
- Річард Грант та Б'єрк — оголошення переможця у номінації Найкращий співак
- Gina G[en] та 3T[en] — оголошення переможця у номінації MTV Amour
- Хоакін Кортес та Джеррі Голл[en] — оголошення переможця у номінації Найкраща співачка
- Джарвіс Кокер[en] — оголошення переможця у номінації Free Your Mind[en]
- Goldie[en] та MC Solaar — оголошення переможця у номінації Найкращий танцювальний проєкт
- Роберт Майлз та Вестерхаген[en] — оголошення переможця у номінації Вибір MTV[en]
- Жан-Поль Готьє та Skin — оголошення переможця у номінації Найкраща пісня